# José Dupuis
Pour les articles homonymes, voir Dupuis (homonymie).
Ne doit pas être confondu avec Joséphine Dupuis.
Lambert-Joseph-Jacques-Édouard Dupuis, dit José Dupuis, né le 18 mars 1833 à Liège et mort le 9 mai 1900 à Nogent-sur-Marne, est un comédien et chanteur belge.

## Biographie

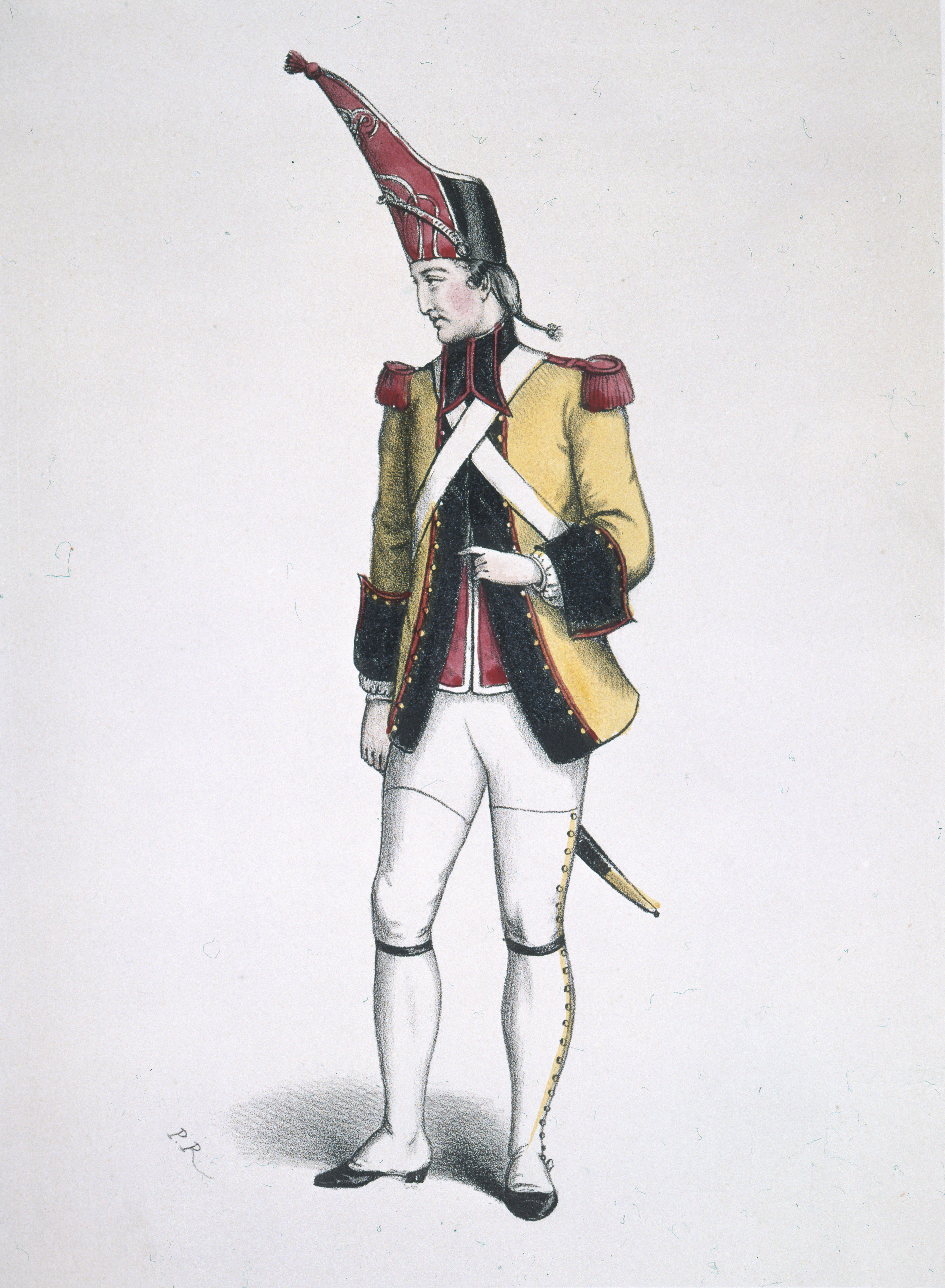
José Dupuis, rôle de Fritz, dans La Grande-duchesse de Gérolstein, Théâtre des Variétés.

Il s'installe à Paris en 1851 où il débute au Théâtre du Luxembourg-Bobino en 1854, avant d'être débauché par Hervé pour ses Folies-Nouvelles en 1857. Il y demeure lors de la reprise du théâtre par Virginie Déjazet en 1859, puis passe, après une cinquantaine de créations parmi lesquelles Les Armes de Figaro et Monsieur Garat, au Théâtre des Variétés, nouvellement converti à l'opéra-bouffe. Il y fait ses débuts le 18 mai 1861 dans Le Sylphe, vaudeville de Rochefort, Varin et Desvergers. Son succès dès lors ne fait que croître.
Doté d'une belle voix de ténor léger, son choix s'impose lorsqu'Offenbach cherche un Pâris pour sa Belle Hélène. Formant le couple parfait avec Hortense Schneider, il créera les œuvres les plus célèbres du compositeur : Barbe-Bleue (1866), La Grande-duchesse de Gérolstein (1867), La Périchole (1868) puis, seul, Le Pont des soupirs (1868), Les Brigands (1869), Les Braconniers (1873), La boulangère a des écus (1875) et Le Docteur Ox (1877).
Il n'oublie cependant pas sa collaboration avec Hervé, dont il crée entre autres Le Joueur de flûte (1864), Le Trône d'Écosse (1871), La Veuve du Malabar (1873), La Femme à papa (1879), Lili (1882), La Cosaque (1884) et Mam'zelle Gavroche (1885), où il a pour partenaire Anna Judic. Il interprète également (et met en scène) le répertoire "parlé", notamment les pièces de Meilhac et Halévy (Les Moulins à vent, Les Sonnettes, La Petite Marquise, L'Ingénue, Le Passage de Vénus, La Cigale, Brigitte ou la Petite mère, Décoré!). Il prend sa retraite en 1894 après une ultime reprise des Brigands (1893).
Il fut marié successivement à deux comédiennes, Mlle Dantès, du Cirque-Impérial, et Marie Dubois, des Variétés.
José Dupuis est inhumé au cimetière du Perreux-sur-Marne.

## Théâtre
- L'Homme qui manque le coche d'Eugène Labiche et Alfred Delacour, 1865, Théâtre des Variétés.
- Les Trente Millions de Gladiator d'Eugène Labiche et Philippe Gille, 1875, Théâtre des Variétés.
- Le roi dort d'Eugène Labiche et Alfred Delacour, 1876, Théâtre des Variétés.
- Décoré d'Henri Meilhac, 1876, Théâtre des Variétés.
- La Famille Pont-Biquet d'Alexandre Bisson, 1892, Théâtre du Vaudeville.